# 日本の奇跡
- 攻殻機動隊 > 日本の奇跡
- アップルシード > 日本の奇跡

日本の奇跡（にほんのきせき）は、『攻殻機動隊』及び『アップルシード』に登場する架空の用語の1つで、大日本技研（後のポセイドン・インダストリアル）が開発したマイクロマシンによる放射能除去技術とされる。この技術により、日本が驚異的な戦後復興を遂げるに至ったという設定になっている。

## 「日本の奇跡」開発の経緯
『攻殻機動隊』及び『アップルシード』作中、日本は過去に第3次核大戦、第4次非核大戦を経験しており、関東近辺を中心に各地に核攻撃を受けた。それにより、放射能に汚染され、復興は難しいと思われた。しかし、その後、大日本技研（後のポセイドン・インダストリアル）がマイクロマシンによる放射能除去技術を開発。これにより、日本は驚異的な戦後復興を遂げた。これが世に言う「日本の奇跡」である。

## 運用と管理
マイクロマシンには放射能を除去する機能が備わっているが、核爆弾による放射能汚染を最小限に抑えるには、核爆弾が投下される前にマイクロマシンを散布する必要がある。これは、核爆発時に起こる吹き戻しを利用してマイクロマシンを巻き込ませ、死の灰を効率的に除去させる為である。
大戦中に核攻撃を受けた関東地方では、いまだ残留放射能の影響が残っている地域もあることから、被爆後に散布した場合の放射能除去は完全とは言えないようである（ただし、「新宿地下原発」の存在もあることから、マイクロマシンの限界とは断定できない）。
『攻殻機動隊 S.A.C.』シリーズでは自衛軍のマイクロマシン散布専用特殊車両および大型特務艦が登場し、核兵器を使用した（この場合は「核爆弾が爆発した」際の）テロ対策や原子力災害時の災害対策で運用することを前提とした「日本の奇跡」の運用を専門とする部隊が自衛軍内部にあることを窺い知ることができる。
『アップルシード』の場合、大日本技研（ = ポセイドン・インダストリアル）は国家に匹敵するほどの強大な権限・影響力を持つ「巨大企業複合体」として描かれており、大日本技研が直接運用しているというニュアンスで描かれているが、描写が曖昧な部分も多く、細部については不明瞭なままである。